# Stena Danica (Schiff, 1983)
Die Stena Danica ist ein 1983 in Dienst gestelltes Fährschiff der schwedischen Reederei Stena Line. Sie wird auf der Strecke von Göteborg nach Frederikshavn eingesetzt. Die Stena Danica ist das vierte Schiff dieses Namens.

## Geschichte
Die Stena Danica wurde am 1. Mai 1980 unter der Baunummer 309 bei Chantiers du Nord et de la Méditerranée in Dunkerque auf Kiel gelegt und lief am 30. August 1980 vom Stapel. Die Fertigstellung verzögerte sich durch technische Probleme, die Ablieferung an die Stena Line erfolgte daher erst am 10. Februar 1983. Sie ist seit dem 28. Februar im Fährdienst von Göteborg nach Frederikshavn in Dienst. Zuvor wurden seit 1965 auf dieser Strecke bereits drei andere Fähren unter dem Namen Stena Danica eingesetzt. Das Schwesterschiff der Stena Danica war die ebenfalls 1983 in Dienst gestellte und 2011 in Indien abgewrackte Pride of Telemark.
Von Dezember 2002 bis Februar 2003 erhielt die Stena Danica bei einem Umbau in Göteborg unter anderem ein neues Restaurant sowie eine zusätzliche Lounge. Am 10. Oktober 2007 kollidierte das Schiff bei der Reparaturwerft Orskov Yard in Frederikshavn mit der Fähre Silvia Ana L, beide Schiffe wurden jedoch nur marginal beschädigt. 
Im Februar 2009 erfolgte in der Lloyd Werft Bremerhaven eine weitere Modernisierung der Stena Danica. Am 23. März 2020 wurde das Schiff aufgrund der COVID-19-Pandemie kurzzeitig aufgelegt, ehe es am 1. Juli in den Fährdienst zurückkehrte. Vom 9. bis zum 20. November 2020 beförderte die Stena Danica ebenfalls aufgrund der Pandemie nur Fracht und keine Passagiere.